# Società Calcio Leffe
La Società Calcio Leffe, meglio nota come Leffe, è stata una società calcistica italiana, con sede a Leffe, in provincia di Bergamo. 
Fondata nel 1938, disputò diversi campionati di Serie D e per quattro stagioni consecutive militò in Serie C1, prima di fondersi con l'Albinese, andando così a creare l'AlbinoLeffe.

## Storia

### Gli albori
Nel 1938 alcuni sportivi, tra cui Carlo Martinelli, diedero vita alla Società Calcistica Leffe. Dopo un paio di anni verrà poi fondata la Virtus Leffe, società di ispirazione giovanile.

### La prima volta in Serie D
Nel 1958, la Società Calcio Leffe raggiunge la IV Serie: traguardo importante per il paesino seriano che conta 2 000 anime. La promozione ripaga così degli sforzi notevoli degli abitanti della comunità per la gestione di una squadra competitiva. Nella semifinale nazionale del torneo, il 6 luglio a Tortona, batte il Varazze 2-0 ma a Roma, nella finalissima, viene sconfitta per 2-0 dalla Civitavecchiese. Nel 1962 finisce però il primo ciclo in Serie D per la società bergamasca, con la retrocessione in Prima Categoria.
Negli anni successivi la squadra ebbe alterne fortune, finendo nell'anonimato e disputando campionati minori.

### La fusione con la Virtus Leffe e il ritorno in serie D
Nel 1967-1968 la Leffe conquista nuovamente la promozione in Prima Categoria e, due anni dopo, raggiunge la finale di Coppa Italia Dilettanti, ma nella gara unica di Forte dei Marmi dovette lasciare il trofeo agli avversari, beffata a tempo scaduto da un goal del Ponte San Pietro. La voglia di risalire e di riconquistare un posto tra le "regine" del calcio dilettantistico è in continua crescita: nel 1977 viene decisa la fusione con l'altra società del paese, la Virtus Leffe. Dopo alcune stagioni, nel giugno del 1981, il Leffe conquista di nuovo la Serie D, che diventerà poi il Campionato Interregionale. Sono necessari gli spareggi per arrivare a tale traguardo: il 7 giugno 1981, a Pandino, 1-1 contro il Codogno; il 14 giugno, a Trezzo sull'Adda, 3-0 alla Gallaratese; infine, il 21 giugno, 0-0 con il Fiorenzuola a Pandino.

### La conquista della Coppa Italia Dilettanti e l'approdo tra i professionisti

Un giovane Giuseppe Signori agli esordi con il Leffe a metà degli anni 80

Nel 1982, allo Stadio Comunale di Bergamo, un gol di Fontana permette al Leffe di conquistare la sua prima Coppa Italia Dilettanti.
Nel 1985 la società seriana raggiunge per la prima volta la Serie C2. Alla prima esperienza in un campionato professionistico la squadra non si salvò. Ritornò in Interregionale e, dopo alcune promozioni sfiorate, nel 1989-1990 la celeste fu nuovamente promossa in Serie C2.

### Gli anni 90: il "miracolo Leffe"
Nella stagione 1991-1992 la squadra, sotto la guida di Bortolo Mutti, sorprese tutti conquistando una insperata promozione in Serie C1: lo Stadio Carlo Martinelli è sempre ricolmo per assistere a sfide contro nobili decadute quali Bologna, L.R. Vicenza, Mantova e SPAL. Quella squadra è ricca anche di futuri calciatori di Serie A, un nome su tutti è quello di Filippo Inzaghi.
La stagione successiva continua la favola: grazie ai 13 gol del bomber piacentino, la formazione bergamasca si piazza al 4º posto, in coabitazione con la Triestina. Il Leffe rimarrà C1 per altre tre stagioni, fino alla retrocessione del 1996.

### L'epilogo
Nel 1996-1997 il Leffe fallisce l'aggancio ai play-off per tre punti. Nella stagione successiva la squadra ottiene la salvezza passando dai play-out, dove condanna il Cremapergo alla retrocessione nei dilettanti (successivamente ripescata).
Nell'estate seguente viene decisa la fusione con l'Albinese, società bergamasca militante anch'essa in Serie C2, dando così vita all'AlbinoLeffe.

## Palmarès

### Competizioni nazionali
- Coppa Italia Dilettanti: 1

1981-1982
- Campionato Interregionale: 2

1984-1985, 1989-1990

### Competizioni regionali
- Campionato Nazionale Dilettanti: 1

1957-1958 (girone A)
- Prima Divisione: 2

1952-1953 (girone B), 1953-1954 (girone B)
- Seconda Divisione: 1

1947-1948 (girone H)

### Competizioni giovanili
- Campionato nazionale Dante Berretti: 2

Torneo Serie C: 1992-1993, 1994-1995

### Altri piazzamenti
- Serie C2:

Secondo posto: 1991-1992 (girone A)
- Campionato Interregionale:

Secondo posto: 1983-1984 (girone B), 1987-1988 (girone B)
Terzo posto: 1986-1987 (girone C), 1988-1989 (girone C)
- Promozione:

Secondo posto: 1954-1955 (girone A), 1956-1957 (girone A), 1967-1968 (girone A, Lombardia), 1977-1978 (girone B), 1978-1979 (girone B), 1980-1981 (girone B)
Terzo posto: 1970-1971 (girone B), 1979-1980 (girone B)
- Prima Divisione:

Terzo posto: 1949-1950 (girone B)
- Prima Categoria:

Secondo posto: 1965-1966 (girone A), 1976-1977 (girone B)
Terzo posto: 1962-1963 8girone B)
- Coppa Italia Dilettanti:

Finalista: 1969-1970
Semifinalista: 1989-1990

## Partecipazioni ai campionati

### Campionati nazionali
| Livello | Categoria                 | Partecipazioni | Debutto   | Ultima stagione | Totale |
| ------- | ------------------------- | -------------- | --------- | --------------- | ------ |
| 3º      | Serie C1                  | 4              | 1992-1993 | 1995-1996       | 4      |
| 4º      | Serie C2                  | 5              | 1985-1986 | 1997-1998       | 9      |
| 4º      | IV Serie                  | 1              | 1958-1959 | 1958-1959       | 9      |
| 4º      | Serie D                   | 3              | 1959-1960 | 1961-1962       | 9      |
| 5º      | Campionato Interregionale | 8              | 1981-1982 | 1989-1990       | 8      |

In totale sono 21 le stagioni sportive disputate nei campionati nazionali a partire dalla fondazione della società nel 1938. Sono escluse le stagioni nelle quali il club ha militato nei tornei del Comitato Regionale lombardo.

## Tifoseria
La prima partita animata dai cori dei sostenitori seriani fu la finale della Coppa Italia Dilettanti, quando il Leffe piegò i bresciani del Palazzolo. In quel giorno estivo del 1982 allo Stadio Comunale di Bergamo giunsero centinaia di leffesi, armati di tamburi e bandiere. Da lì a poco nasce il Club Bianco-Azzurro, primo gruppo organizzato di tifosi che comprendeva circa 200 sostenitori, il quale iniziò a seguire le sorti dei lanieri in Interregionale, andando in trasferta anche ad Altamura, L'Aquila, Lecco e per le finali di coppa a Roma. Il 1984 segna l'avvento del primo gruppo ultrà organizzato in val Seriana: i Freak Boys. Un gruppo di ragazzi comincia ad andare in ogni trasferta per tutto il Nord Italia. La passione coinvolge sempre più persone, anche grazie ai successi conseguiti dalla squadra che, a suon di gol del suo bomber principe Beppe Signori, raggiunge la Serie C2, infiammando gli spalti durante i derby con il Lecco e la Virescit Boccaleone.
Nel 1988 vi è il più bel periodo per il movimento ultras leffese, con i Freak Boys fiancheggiati dal gruppo Total Kaos. Nel 1991, con la promozione in Serie C1, inizia il declino. I Total Kaos si sciolgono a causa di incomprensioni con la società e rimangono solo i Freak affiancati successivamente dagli Eagles e poi dai Leffe Kaos. Nel 1994 nasce anche il gemellaggio con il gruppo Viking della Pro Sesto.
Con la fusione, nel 1998, la maggior parte dei componenti del gruppo ha abbandonato gli spalti, anche se tutt'oggi i tifosi seguono la squadra nelle trasferte. Esistono due gruppi al momento, gli Ultras Leffe 1982 e la Nuova Guardia AlbinoLeffe 1998.